# Liberté, égalité, fraternité
Liberté, égalité, fraternité (fransk for frihed, lighed, broderskab) er Frankrigs nationale motto. Det stammer fra den franske revolutions slagord Liberté, égalité, fraternité, ou la mort! (Frihed, lighed, broderskab eller døden!). Det nuværende motto er en kortere og mildere variant fra 1791. 
Mottoet fra den franske revolution blev i 1870 ophøjet til motto for Den Tredje Republik . 
Under revolutionen blev det diskuteret, hvorvidt begreberne overhovedet kunne sammenstilles og i givet fald i hvilken rækkefølge.
Under Vichy-regeringen blev mottoet erstattet af Travaille, famille, patrie (Arbejde, familie, fædreland). Det blev forladt igen i 1946 efter krigens afslutning og vichystyrets fald i 1945.
Siden har mottoet stået i Frankrigs forfatning.
Undertiden forbindes mottoet med de tre farver i Tricoloren, men der findes ingen sammenhæng mellem motto og flag. 
Mottoet står på Frankrigs euromønter.